# Paulo Tafili
Paulo Tafili (Wallis y Futuna, Francia; 15 de febrero de 1996) es un jugador profesional francés de rugby que se desempeña en la posición de pilar derecho en Lyon Olympique, equipo perteneciente a la liga Top 14.

## Carrera
Tafili es un jugador de formación francesa (JIFF). Comenzó su carrera deportiva con el equipo Stade Toulousain, en el cual jugó ocho temporadas (2014-2022), después pasó a Lyon Olympique, donde lleva jugando dos temporadas.